# Patty Duke
Anna Marie "Patty" Duke (Elmhurst, 14 de dezembro de 1946 — Coeur d'Alene, 29 de março de 2016) foi uma atriz norte-americana. Ela fez a transição bem sucedida de rara estrela infantil (ganhadora de um Oscar de melhor atriz coadjuvante, com 16 anos) para uma atriz adulta. Foi eleita presidente do Screen Actors Guild, de 1985 a 1988.
Duke foi diagnosticada com transtorno bipolar em 1982, e, desde então, dedicou parte de seu tempo para defender e educar o público sobre questões de saúde mental. Faleceu aos 69 anos, no dia 29 de março de 2016.

## Infância
Patty Duke nasceu Anna Marie Duke em Elmhurst, Nova Iorque, Estados Unidos, filha de Frances, uma caixa de banco e John Patrick Duke, um caseiro e motorista de táxi. Seu pai era irlandês americano e sua avó, alemã.
A infância de Duke foi conturbada. Seu pai era alcoólatra e sua mãe sofria de depressão nervosa e estava propensa a violência. Quando Patty tinha seis anos, seus pais se separaram; com oito anos, sua mãe passou os cuidados dela para John e Ethel Ross, que se tornaram seus empresários, conhecendo seu talento e a promovendo como atriz infantil.
Os métodos dos Rosses eram inescrupulosos. Por exemplo, eles diziam que Patty era dois anos mais jovem e colocaram em seu currículo alguns créditos falsos. Foi Ethel Ross que deu a ordem de mudança do seu nome, "Anna Marie está morta, você é Patty agora." Isso teria repercussões dolorosas nas décadas seguintes. (Seu nome profissional foi escolhido porque Ross queria que ela conseguisse o sucesso de Patty McCormack).

## Carreira

### Atuando
Uma das primeiras atuações de Duke foi na soap opera The Brighter Day, no final da década de 1950. Ela também apareceu em anúncios impressos e em comerciais de televisão. Com 12 anos, Patty apareceu em The $64,000 Question e ganhou US$ 32 000. Três anos depois, foi revelado que o show foi fraudado e ela foi chamada para depor perante um comitê do congresso.
O primeiro papel importante de Duke foi interpretando Helen Keller (com Anne Bancroft como Annie Sullivan) no musical da Broadway The Miracle Worker durante quase dois anos (outubro de 1959 a julho de 1961). Durante essa produção, seu nome foi colocado em primeiro lugar nos anúncios.
A peça, foi posteriormente transformado em um filme de 1962, para o qual Duke ganhou um Oscar de melhor atriz (coadjuvante/secundária). Com 16 anos, Patty se tornou a pessoa mais jovem, naquele tempo, a ganhar um Oscar da Academia em uma categoria competitiva. Duke, em seguida, apareceu com Laurence Olivier e George C. Scott na produção de televisão, de 1961, The Power and the Glory. No filme para televisão, de 1979, The Miracle Worker, interpretou Sullivan.
Em 1963, Duke engatou a sua própria série, The Patty Duke Show, onde interpretou os dois personagens principais: Patty Lane, uma adolescente americana que ocasionalmente se metia em pequenas encrencas na escola e em sua casa; e sua prima idêntica, da Escócia, Cathy Lane. O programa era co-estrelado por William Schallert como pai de Patty Lane, Jean Byron como sua mãe, Paul O'Keefe como seu irmão e Eddie Applegate como seu namorado, Richard. E teve participações especiais do tipo: Sammy Davis, Jr., Peter Lawford, Paul Lynde, Sal Mineo, teve três temporadas e Duke foi indicada para o Emmy.
Apesar do sucesso de sua carreira, Patty foi profundamente infeliz durante a sua adolescência. Os Rosses se esforçavam para retratá-la como uma adolescente normal, mas Duke, em suas memórias, indicou que ela era uma prisioneira virtual deles e que tinha muito pouco controle sobre sua vida e sobre seus salários. Eles tinham controle sobre ela e sua mãe dando a elas uma pequena quantia de dinheiro para sobreviver. Também começaram a fornecer álcool e drogas prescritas para Duke quando tinha 13 anos, o que a levou a ter problemas de abuso com tais substâncias mais tarde (quando adulta, Duke acusou John e Ethel Ross de abuso sexual). Ao completar 18 anos, Patty se livrou dos Rosses somente para descobrir que eles desperdiçaram a maior parte de seus ganhos.
Em 1967, com The Patty Duke Show cancelado, Duke tentou deixar o sucesso de infância para trás e iniciar sua carreira adulta, interpretando Neely O'Hara em Valley of the Dolls; O filme foi um sucesso de bilheterias, mas a audiência e os críticos tiveram dificuldade de aceitar a inteiramente adolescente americana como uma drogada e alcoólica estrela cantando. Embora o filme tenha se tornado um clássico do camp (devido ao desempenho mais do que o normal de Duke), que quase arruinou sua carreira no momento. Ela ganhou o Globo de Ouro por Me, Natalie em 1969, que também contou com Al Pacino em sua estreia na tela, mas o filme foi um fracasso de bilheteria. Ela finalmente fez seu retorno em 1970 com o filme para televisão My Sweet Charlie. Seu retrato sensível sobre uma adolescente grávida lhe rendeu seu primeiro Emmy, mas seu discurso foi infame, sem contexto, furioso e desarticulado. Isso levou muitos a acreditar que ela estava usando drogas. De fato, Patty sofria de mania, uma parte do transtorno bipolar que foi diagnosticado até 1982.
Ela recebeu seu segundo Emmy pela minissérie de TV, Captains and the Kings, em 1977, e seu terceiro em 1980 pela versão televisiva de The Miracle Worker onde interpretou Annie Sullivan e Melissa Gilbert interpretou Helen Keller.

### Década de 2000
Em 2002, Duke retornou a Nova Iorque para aparecer como Aunt Eller no renovado Oklahoma!. Ela retornou novamente em 2005 para participar de uma cerimônia para co-estrela e atriz de 'The Miracle Worker, Anne Bancroft, que faleceu de câncer uterino no início do ano.
Em 2 de novembro de 2004, foi anunciado que Duke passaria por uma cirurgia em Idaho, que foi bem sucedida.
Em 4 de outubro de 2007, Patty apareceu no The Oprah Winfrey Show, falando sobre seu transtorno bipolar com um visitante, aconselhando os telespectadores a procurar um grupo de apoio.
No começo de 2009, Duke reprisou seus papeis como Patty Lane/Cathy Lane em anúncios de serviços públicos para a administração da segurança social para aposentados online.
Em 24 de março de 2009, ela substituiu Carol Kane como Madame Morrible na produção musical em São Francisco, Wicked. Ela deixou a produção em 7 de fevereiro de 2010.
Em 20 de julho de 2009, Patty ganhou um tributo em sua homenagem, no Teatro Castro, em São Francisco, intitulado "Sparkle, Patty, Sparkle!". Durante a noite, Duke conheceu e posou para fotos com mais de mil torcedores e foi entrevistada no palco pelo cartunista Bruce Vilanch. Além de mostrar clipes de sua carreira, o filme de 1967, com Patty no elenco, Valley of the Dolls foi exibido ao final da noite. Para o evento foi vendido 1400 cadeiras, dentro do teatro.

### Cantando
Duke tinha uma carreira musical de sucessos, incluindo dois Top 40 hits, em 1965, "Don't Just Stand There" (#8) e "Say Something Funny" (#22). Outra canção de sucesso foi "Dona Dona" em 1968. Ela interpretou a segunda canção no The Ed Sullivan Show. Também durante 1968, ela apareceu no The Tonight Show Starring Johnny, e depois da apresentação cômica de George Jessel, ela foi chamada e cantou uma velha canção irlandesa, "Danny Boy". Ela também cantou em programas como Shindig!, Kraft Music Hall, The Mike Douglas Show, e The Merv Griffin Show. Ele tinha uma canção no filme de 1965, Billie, e cantou na trilha sonora do longa-metragem de 1966, The Daydreamer em que empresta sua voz ao personagem Thumbelina.

## Outras realizações
Em 1985, Patty foi eleita presidente da Screen Actos Guild, a segunda mulher a ocupar o cargo (realizou o trabalho até 1988). Naquele mesmo ano, ela também interpretou a primeira mulher presidente dos Estados Unidos na sitcom Hail to the Chief.
Ela escreveu dois livros, sua autobiografia, Call Me Anna (ISBN 0 553-27205-5) e Brilliant Madness: Living with Manic Depressive Illness (ISBN 0 553-56072-7).
Em 17 de agosto de 2004, Patty recebeu uma estrela na Calçada da Fama por sua contribuição na indústria do cinema, situada ao número 7000 da Hollywood Boulevard.
Em dezembro de 2007, Duke foi premiada com um doutorado honorário da Universidade do Norte da Flórida por seu trabalho em prol da sensibilização para as questões de saúde mental.
Em 6 de março de 2010, foi concedido o Doutor Honorário em Letras Humanas da Universidade de Maryland Eastern Shore.

## Vida pessoal
O primeiro marido de Patty foi o diretor Harry Falk, de 1965 a 1969. Durante os quatro anos de seu casamento, sofreu com sua não diagnosticada e não tratada maníaco depressão. Ela se tornou anoréxica, bebia muito e teve overdose várias vezes. O casamento terminou em divórcio.
Em 1970, com 23 anos, teve um relacionamento com Desi Arnaz, Jr., um rapaz, na época, com 17 anos. A relação tornou notícia em tablóides, em parte devido à grande oposição de Lucille Ball ao relacionamento do seu filho com Duke. Então, em seguida, ela começou um relacionamento com o ator John Astin. Entre junho e julho de 1970, ela teve um curto (13 dias) casamento com o promotor de rock Michael Tell, que terminou com uma anulação. Duke ficou grávida e havia especulação da mídia que a criança era de Arnaz. Seu filho, Sean nasceu em fevereiro de 1971. Patty afirmou em sua autobiografia de 1987 que John Astin era pai de Sean (e ele adotou-o); ela declarou mais tarde que sempre pensou que o pai biológico era Desi Arnaz, Jr. Em 1994, o filho de Patty, Sean, fez o teste de paternidade que revelou que seu pai biológico era realmente o segundo marido de Duke, Michael Tell. Duke tinha alegado em sua autobiografia que seu casamento com Tell nunca foi consumado.
Em 1972, Duke e o ator John Astin, casaram-se, ele adotou o filho dela, Sean, e teve seu segundo filho Mackenzie Astin, que nasceu em 1973. Duke e Astin trabalharam juntos exaustivamente durante o casamento. Por um tempo, Duke acrescentou 'Astin' em seu nome profissional. O casamento e seus filhos melhoraram muito sua auto-confiança e sua carreira.
Em 1985, Patty e Astin se divorciaram, e em 1986 ela se casou com o suboficial Michael Pearce, que ela conheceu no set do filme de TV, A Time To Triumph. O casal mudou-se para Idaho e adotou um filho juntos.
Duke sofreu de problemas de saúde mental ao longo de sua vida. Em 1982, ela foi diagnosticada com transtorno bipolar. O tratamento, que incluiu lítio como uma medicação, a estabilizou e a colocou no caminho da recuperação. Ela foi primeira celebridade a tornar público seu diagnóstico de transtorno bipolar, e contribuiu para o desestigmatização da doença mental. Patty se tornou um ativista de numerosas causas de saúde mental.

## Morte
Faleceu aos 69 anos, no dia 29 de março de 2016, em Coeur d'Alene, Idaho. A causa foi seticemia, derivada de complicações de um intestino rompido.

## Filmografia selecionada

### Cinema
| Ano  | Título                            | Papel                      | Notas                                                                   |
| ---- | --------------------------------- | -------------------------- | ----------------------------------------------------------------------- |
| 1958 | Country Music Holiday             | Sis Brand                  |                                                                         |
| 1958 | The Goddess                       | Emily Ann Faulkner, 8 anos |                                                                         |
| 1959 | 4D Man                            | Marjorie Sutherland        |                                                                         |
| 1959 | Happy Anniversary                 | Debbie Walters             |                                                                         |
| 1962 | The Miracle Worker                | Helen Keller               | Oscar de melhor atriz (coadjuvante/secundária) Indicada - Globo de Ouro |
| 1965 | Billie                            | Billie Carol               |                                                                         |
| 1966 | The Daydreamer                    | Thumbelina                 | Voz                                                                     |
| 1967 | Think Twentieth                   | ela mesma                  | Curta-metragem                                                          |
| 1967 | Valley of the Dolls               | Neely O'Hara               |                                                                         |
| 1969 | Me, Natalie                       | Natalie Miller             | Globo de Ouro de melhor atriz– Cinema musical ou comédia                |
| 1970 | My Sweet Charlie                  | Marlene Chambers           | Emmy do Primetime de melhor atriz em uma minissérie ou filme            |
| 1972 | You'll Like My Mother             | Francesca Kinsolving       |                                                                         |
| 1978 | The Swarm                         | Rita                       |                                                                         |
| 1982 | By Design                         | Helen                      |                                                                         |
| 1986 | Willy/Milly                       | Doris Niceman              | Títulos alternativos: I Was a Teenage Boy Something Special             |
| 1992 | Prelude to a Kiss                 | Srª. Boyle                 |                                                                         |
| 1999 | Kimberly                          | Drª. Feinstenberger        | Título alternativo: Daddy Who?                                          |
| 2005 | Bigger Than the Sky               | Srª. Keene/Earlene         |                                                                         |
| 2008 | The Four Children of Tander Welch | Susan Metler               |                                                                         |

### Televisão
| Ano       | Título                                                 | Papel                             | Notas                                                                             |
| --------- | ------------------------------------------------------ | --------------------------------- | --------------------------------------------------------------------------------- |
| 1963–1966 | The Patty Duke Show                                    | Patty Lane/Cathy Lane             | 104 episódios Indicada - Emmy Indicada - Globo de Ouro                            |
| 1976      | Captains and the Kings                                 | Bernadette Hennessey Armagh       | Minissérie Emmy do Primetime de melhor atriz em uma minissérie ou filme           |
| 1979      | Before and After                                       | Carole Matthews                   | Filme para televisão                                                              |
| 1979      | The Miracle Worker                                     | Annie Sullivan                    | Filme para televisão Emmy do Primetime de melhor atriz em uma minissérie ou filme |
| 1980      | The Babysitter                                         | Liz Benedict                      | Filme para televisão                                                              |
| 1981      | The Violation of Sarah McDavid                         | Sarah McDavid                     | Filme para televisão                                                              |
| 1982      | It Takes Two                                           | Molly Quinn                       | Série de televisão                                                                |
| 1985      | Hail To The Chief                                      | Presidente Julia Mansfield        | Série de televisão                                                                |
| 1987      | Fight for Life                                         | Shirley Abrams                    | Filme para televisão                                                              |
| 1987      | Karen's Song                                           | Karen Matthews                    | Série de televisão                                                                |
| 1991      | A Killer Among Friends                                 | Jean Monroe                       | Filme para televisão                                                              |
| 1998      | The Patty Duke Show: Still Rockin' in Brooklyn Heights | Patty Lane/Cathy Lane MacAllister | Filme para televisão                                                              |
| 1998–2003 | Touched by an Angel                                    | Jean                              | 3 episódios                                                                       |
| 1999      | A Season for Miracles                                  | Angel                             | Filme para televisão                                                              |
| 2004      | Judging Amy                                            | Valerie Bing                      | 1 episódio                                                                        |
| 2006      | Falling in Love with the Girl Next Door                | Bridget Connelly                  | Filme para televisão                                                              |
| 2009      | Love Finds a Home                                      | Mary Watson                       | Filme para televisão                                                              |
| 2012      | Drop Dead Diva                                         | Rita                              | Episódio The Freak Show                                                           |
| 2016      | Liv e Maddie                                           | Vovó Janice / Tia Hillary         | Participação especial                                                             |

## Discografia
Os números indicam as maiores posições da Billboard:

### Álbuns
- Don't Just Stand There (#90) — United Artists UAL 3452 (Mono)/UAS 6452 (Stereo) — 9/65
- Patty — United Artists UAL 3492/UAS 6492 — 1965
- Patty Duke's Greatest Hits — United Artists UAL 3535/UAS 6535 — 1966
- TV's Teen Star — Unart M 20005 (Mono)/S 21005 (Stereo) — 1967
- Songs from Valley of The Dolls and Other Selections — United Artists UAL 3623/UAS 6623 — 1967

### Singles
- Don't Just Stand There (#8) / Everything But Love — United Artists 875 — 6/65
- Say Something Funny (#22) / Funny Little Butterflies (#77) — United Artists 915 — 9/65
- Whenever She Holds You (#64) / Nothing But Me — United Artists 978 — 2/66
- Little Things Mean A Lot / The World Is Watching Us — United Artists 50034 — 1966
- The Wall Came Tumbling Down / What Makes You Special — United Artists 50057 — 1966
- Why Don't They Understand / Danke Schoen — United Artists 50073 — 1966
- Come Live With Me / My Own Little Place — United Artists 50216 — 1967
- Dona, Dona / And We Were Strangers — United Artists 50299 — 1968